# Marquesanische Sprache
Marquesanisch ist eine ostzentralpolynesische plurizentrische Sprache aus zwei Dialekten der Sprachgruppe der marquesischen Sprachen, die auf der Inselgruppe der Marquesas in Französisch-Polynesien gesprochen werden.
Marquesanisch gliedert sich in einen Nord-Dialekt (3.400 Sprecher) auf der nördlichen Insel-Gruppe und einen Süd-Dialekt (2.100 Sprecher) auf den südlichen Inseln. Manche Forscher betrachten die beiden Varietäten als selbstständige Sprachen. Sie werden für gewöhnlich in zwei Gruppen unterteilt, Nordmarquesanisch und Südmarquesanisch, und zwar entlang geografischer Linien.
Amtssprache auf den Marquesas ist allerdings allein das Französische. Das einheimische Marquesanisch gehört zu einer Untereinheit des austronesischen Sprachstamms. Es wird nur noch von 5.500 Marquesanern gesprochen. Immer mehr Marquesanisch-Sprecher verwenden auch zuhause untereinander das Französische. Die Sprache droht daher auszusterben.